# Feghet
Feghet är en egenskap hos viljan, som yttrar sig i ett för långt gående undvikande av faror och obehag. 
Beskyllningen för feghet är berättigad, särskilt när plikt föreligger att trotsa faran (till exempel för brandsoldater och läkare). Annars är det svårt att säga, om försiktigheten gått för långt, då en annan har svårt att bedöma de krafter och de medel, som står till personens förfogande för farans bekämpande. Feghetens grund ligger i den medfödda flyktinstinkten, som är en form av självbevarelseinstinkten. Det, som kan tillbakatränga denna instinkt, är förståndet, som klokt kan mäta faran och dess följder samt uttänka medlen för dess bekämpande, samt pliktmedvetandet och självaktningen, som kan förmå viljan att samla sina inre krafter för att stå faran emot. 
Livlig fantasi, som utmålar farans innebörd, och lättrörlighet i känslan, som främjar uppkomsten av affekten fruktan, är ägnade att öka frestelserna till feghet, under det att däremot ett mera kallt temperament och en fast vilja motarbeta fegheten. Dennas motsats är mod eller tapperhet. 
Man kan skilja mellan fysisk feghet inför döden eller kroppsliga smärtor (till exempel feghet inför en operation) och moralisk feghet inför personliga obehag. Den senare formen är både vanligare och skadligare, till exempel hos politikern, som ej vågar följa sin övertygelse, då han därigenom skulle kunna stöta sig med sitt parti, eller hos vardagsmänniskan, som ej vågar handla självständigt och stå för sina åsikter i följd av fruktan för "vad folk skulle säga".